# God Defend New Zealand
God Defend New Zealand är, tillsammans med God Save the King, Nya Zeelands officiella nationalsång.
De två nationalsångerna har formellt jämbördig ställning, men God Defend New Zealand används mer medan God Save the King främst används som en kungssång i närvaron av monarken, generalguvernören eller medlemmar av den kungliga familjen.
Ursprungligen skriven som en dikt, så tonsattes den i samband med en tävling 1876. Sedan dess hade dess popularitet tilltagit och den utsågs drygt ett århundrades senare, 1977 till landets andra nationalsång. Den har verser på engelska och māori, men med annorlunda betydelser.

## Text

Text och noter.

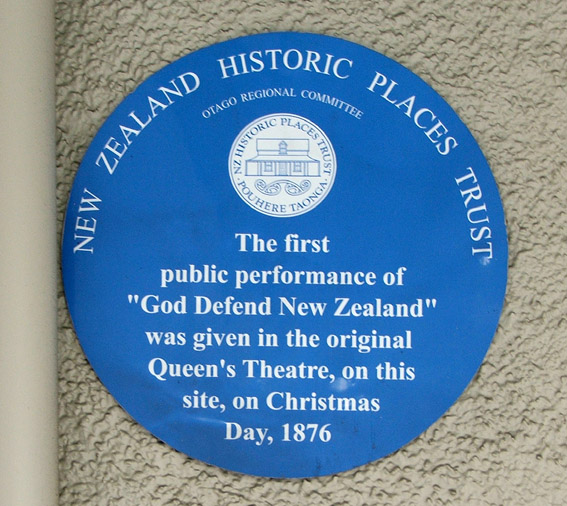
Minnesplakett i Dunedin där God Defend New Zeeland först uppfördes 1876.

I regel sjungs endast första versen; först på maori, för att sedan följas av engelska.
| God of nations at Thy feet, In the bonds of love we meet, Hear our voices, we entreat, God defend our free land. Guard Pacific's triple star, From the shafts of strife and war, Make her praises heard afar, God defend New Zealand. Men of ev'ry creed and race Gather here before Thy face, Asking Thee to bless this place, God defend our free land. From dissension, envy, hate, And corruption guard our State, Make our country good and great, God defend New Zealand. Peace, not war, shall be our boast, But, should foes assail our coast, Make us then a mighty host, God defend our free land. Lord of battles in Thy might, Put our enemies to flight, Let our cause be just and right, God defend New Zealand. Let our love for Thee increase, May Thy blessings never cease, Give us plenty, give us peace, God defend our free land. From dishonour and from shame Guard our country's spotless name, Crown her with immortal fame, God defend New Zealand. May our mountains ever be Freedoms ramparts on the sea, Make us faithful unto Thee, God defend our free land. Guide her in the nations' van, Preaching love and truth to man, Working out Thy glorious plan, God defend New Zealand. | E Ihoā Atua, O ngā Iwi! Mātourā, Āta whaka rongona; Me aroha noa. Kia hua ko te pai; Kia tau tō atawhai; Manaakitia mai Aotearoa. Ōna mano tangata Kiri whero, kiri mā, Iwi Māori Pākehā, Repeke katoa, Nei ka tono ko ngā hē Māu e whakaahu kē, Kia ora mārire Aotearoa. Tōna mana kia tū! Tōna kaha kia ū; Tōna rongo hei pakū Ki te ao katoa Aua rawa ngā whawhai Ngā tutū a tata mai; Kia tupu nui ai Aotearoa. Waiha tona takiwā Ko te ao mārama; Kia whiti tōna rā Taiāwhio noa. Ko te hae me te ngangau Meinga kia kore kau; Waiho i te rongo mau Aotearoa. Tōna pai me toitū; Tika rawa, pono pū; Tōna noho, tana tū; Iwi nō Ihoā. Kaua mōna whakamā; Kia hau te ingoa; Kia tū hei tauira; Aotearoa. |